# 普罗帕酮
普罗帕酮（英語：propafenone），以Rythmol等商品名販售，是 1c 类抗心律不整药物，用於治療心搏過速，如心房心律不整和心室心律不整。

## 作用機轉
本藥作用機轉為減緩钠離子進入心肌細胞，因而降低心肌細胞的興奮性。普羅帕酮較容易作用於高心率的細胞，但其阻斷正常細胞的效果比 Ia 類或 Ib 類抗心律不整藥物強。普羅帕酮與典型的 Ic 類抗心律不整藥物相異之處，在於其具有β-肾上腺素阻滞效果，可能導致心搏过缓和支氣管痙攣。

## 代謝
普罗帕酮主要在肝臟代谢。其半衰期短，每天服用兩到三次才能維持穩定的血中藥物濃度。其長期安全性尚不清楚。由於結構與另一種抗心律不整藥物氟卡尼（flecainide）相似，兩者在使用時應注意之處也類似。與其他心律不整藥物一樣，氟卡尼和普羅帕酮已知會增加心律不整的發生率，主要見於有潛在心臟疾病的患者。這兩種藥物如使用於心臟構造正常的病人時，目前認為是安全的。

## 副作用
普羅帕酮的副作用包括超敏反應，狼瘡樣綜合症，顆粒球低下，中枢神经系统影響（如暈眩，頭昏，腸胃不適，金屬異味感、支氣管痙攣）。約有20%的患者因副作用而停止服藥。

## 開始治療
普羅帕酮通常需要在病人住院時就開始使用，以監測病人的心電圖是否發生異常，其劑量取決於臨床上心律不整的嚴重程度。一般從較高的劑量開始（450-900 毫克/天)，逐漸降到約300 毫克/天。在大多數西方國家，一般使用的最大劑量是 900 毫克/天。
有些醫師基於經濟與便利因素，在門診時便開始為病人處方抗心律不整藥物。這種作法目前尚無共識，也還沒有資料顯示哪些藥物、哪類病人適合在門診就開始使用抗心律不整藥物。從臨床觀點來說，本藥物主要用在心肌功能相對仍良好的患者。 

## 禁忌與注意事項
患有肝功能障礙、氣喘、充血性心臟衰竭或心搏過緩的患者，應小心使用普羅帕酮。

## 歷史
普羅帕酮於 1989 年 11 月在美國獲准使用。 

## 立体化学
構造有一立体中心，由两個对映体组成，是一种外消旋体，由（ R ）–形式與 和（ S ）–形式之 1:1 混合物： 
| 普罗帕酮的对映体                    | 普罗帕酮的对映体                    |
| ----------------------------------- | ----------------------------------- |
| ( R )-普罗帕酮 CAS编号：107381-31-7 | ( S )-普罗帕酮 CAS编号：107381-32-8 |